# Вільгельм Карлберг
Вільгельм Карлберг  (швед. Vilhelm Carlberg, 5 квітня 1880 - 1 жовтня 1970) — шведський стрілець, олімпійський чемпіон, брат Еріка Карлберга. 

## Виступи на Олімпіадах
| Олімпіада      | Дисципліна                                                   | Місце  |
| -------------- | ------------------------------------------------------------ | ------ |
| Афіни 1906     | довільний пістолет, 25 м                                     | 16     |
| Афіни 1906     | довільний пістолет, 50 м                                     | 22     |
| Афіни 1906     | військовий револьвер, модель Гра 1873-1874 років, 20 м       | 22     |
| Афіни 1906     | військовий револьвер, 20 metres                              | 25     |
| Афіни 1906     | дуельний пістолет о-візе, 20 м                               | участь |
| Афіни 1906     | дуельний пістолет за командою, 25 м                          | 3      |
| Афіни 1906     | довільна гвинтівка, довільне положення, 300 м                | 16     |
| Афіни 1906     | військовий карабін, з коліна або стоячи, 300 м               | 18     |
| Лондон 1908    | довільний пістолет, 50 ярдів                                 | 20     |
| Лондон 1908    | довільний пістолет, 50 ярдів, командні                       | 5      |
| Лондон 1908    | дрібнокаліберна гвинтівка, лежачи, 50 та 100 ярдів           | 10T    |
| Лондон 1908    | дрібнокаліберна гвинтівка, 50 та 100 ярдів, командні         | 2      |
| Лондон 1908    | дрібнокаліберна гвинтівка, мішень, що зникає, 25 ярдів       | 7      |
| Лондон 1908    | дрібнокаліберна гвинтівка, рухома мішень, 25 ярдів           | 15T    |
| Стокгольм 1912 | довільний пістолет, 50 м                                     | 16     |
| Стокгольм 1912 | довільний пістолет, 50 м, командні                           | 2      |
| Стокгольм 1912 | дуельний пістолет, 30 м                                      | 15     |
| Стокгольм 1912 | дуельний пістолет, 30 м, командні                            | 1      |
| Стокгольм 1912 | дрібнокаліберна гвинтівка, довільне положення, 50 м          | 21     |
| Стокгольм 1912 | дрібнокаліберна гвинтівка, 50 м, лежачи, командні            | 2      |
| Стокгольм 1912 | дрібнокаліберна гвинтівка, Disappearing командні, 25 м       | 1      |
| Стокгольм 1912 | дрібнокаліберна гвинтівка, мішень, що зникає, 25 м, командні | 1      |
| Париж 1924     | швидкострільний пістолет, 25 м                               | 2      |

## Зовнішні посилання
- Досьє на sport.references.com [Архівовано 12 січня 2010 у Wayback Machine.]